# Abruzzo (vino)
L'Abruzzo è una DOC riservata ad alcuni vini la cui produzione è consentita nelle province di Chieti, L'Aquila, Pescara e Teramo.

## Zona di produzione
La zona di produzione comprende:
l'intero territorio dei comuni:
Provincia di Chieti
Altino, Archi, Ari, Arielli, Atessa, Bomba, Bucchianico, Canosa Sannita, Carunchio, Casacanditella, Casalanguida, Casalincontrada, Carpineto Sinello, Casalbordino, Casoli, Castel Frentano, Celenza sul Trigno, Chieti, Civitella Messer Raimondo, Crecchio, Cupello, Dogliola, Fara Filiorum Petri, Fara San Martino, Filetto, Fossacesia, Francavilla, Fresagrandinaria, Frisa, Furci, Gessopalena, Gissi, Giuliano Teatino, Guardiagrele, Guilmi, Lama dei Peligni, Lanciano, Lentella, Liscia, Miglianico, Monteodorisio, Mozzagrogna, Orsogna, Ortona, Paglieta, Palmoli, Palombaro, Pennapiedimonte, Perano, Poggiofiorito, Pollutri, Pretoro, Rapino, Ripa Teatina, Roccamontepiano, Roccascalegna, Rocca San Giovanni, San Buono, Sant'Eusanio del Sangro, San Giovanni Teatino, Santa Maria Imbaro, San Martino sulla Marrucina, San Salvo, San Vito Chietino, Scerni, Tollo, Torino di Sangro, Tornareccio, Torrevecchia Teatina, Treglio, Tufillo, Vasto, Villalfonsina, Villamagna, Vacri;
Provincia di Pescara
Abbateggio, Alanno, Bolognano, Brittoli, Bussi, Cappelle sul Tavo, Castiglione a Casauria, Catignano, Cepagatti, Città Sant'Angelo, Civitella Casanova, Civitaquana, Collecorvino, Corvara, Cugnoli, Elice, Farindola, Lettomanoppello, Loreto Aprutino, Manoppello, Montebello di Bertona, Montesilvano, Moscufo, Nocciano, Penne, Pianella, Pietranico, Picciano, Pescara, Pescosansonesco, Popoli Terme, Rosciano, Salle, San Valentino in Abruzzo Citeriore, Scafa, Serramonacesca, Spoltore, Tocco da Casauria, Torre de' Passeri, Turrivalignani, Vicoli;
Provincia dell'Aquila
Acciano, Anversa degli Abruzzi, Balsorano, Bugnara, Canistro, Capestrano, Castel di Ieri, Castelvecchio Subequo, Civita d'Antino, Civitella Roveto, Corfinio, Cocullo, Fagnano Alto, Fontecchio, Fossa, Gagliano Aterno, Goriano Sicoli, Introdacqua, Molina Aterno, Morino, Ofena, Pacentro, Poggio Picenze, Pratola Peligna, Pettorano sul Gizio, Prezza, Raiano, Roccacasale, San Demetrio ne' Vestini, Sant'Eusanio Forconese, San Vincenzo Valle Roveto, Secinaro, Sulmona, Tione degli Abruzzi, Villa Sant'Angelo, Villa Santa Lucia degli Abruzzi, Vittorito.
Provincia di Teramo
Alba Adriatica, Ancarano, Atri, Basciano, Bellante, Bisenti, Campli, Canzano, Castel Castagna, Castellalto, Castiglione Messer Raimondo, Castilenti, Cellino Attanasio, Cermignano, Civitella del Tronto, Colledara, Colonnella, Controguerra, Corropoli, Giulianova, Martinsicuro, Montefino, Montorio al Vomano, Morro d'Oro, Mosciano Sant'Angelo, Nereto, Notaresco, Penna Sant'Andrea, Pineto, Roseto degli Abruzzi, Sant'Egidio alla Vibrata, Sant'Omero, Silvi, Teramo, Torano Nuovo, Tortoreto, Tossicia e la frazione di Trignano del comune Isola del Gran Sasso d'Italia.

## Storia
La viticoltura in Abruzzo ha origini antichissime. Già ai tempi di Annibale, le uve di questa regione venivano apprezzate per le loro proprietà curative. Nel corso dei secoli, molti autori, tra cui Andrea Bacci e Michele Torcia, hanno elogiato i vini abruzzesi, in particolare quelli prodotti nella zona di Sulmona.
Il Montepulciano è diventato il vitigno simbolo dell'Abruzzo a partire dal XIX secolo. Testimonianze di questo periodo, come le opere di Panfilo Serafini, Andrea Vivenza, Edoardo Ottavi e Arturo Marescalchi, ci offrono un quadro dettagliato delle varietà di uve coltivate in Abruzzo all'epoca.
Nonostante la diffusione di vitigni più produttivi nel dopoguerra, molte varietà autoctone abruzzesi sono state riscoperte e valorizzate. Grazie al lavoro di viticoltori appassionati, queste uve, con le loro caratteristiche uniche, stanno tornando a essere apprezzate per la produzione di vini di alta qualità.

## Disciplinare
Il disciplinare di produzione per la denominazione "Abruzzo DOC" è stato istituito con DM 9 agosto 2010 pubblicato sulla Gazzetta Ufficiale n. 196 del 23 agosto 2010. Successivamente è stato modificato con:
- DM 30 novembre 2011 GU 295 del 20 dicembre 2011 Pubblicato sul sito ufficiale del Mipaaf Sezione Qualità e Sicurezza Vini DOP e IGP
- DM 3 ottobre 2012 GU 245 del 19 ottobre 2012 Pubblicato sul sito ufficiale del Mipaaf Prodotti DOP e IGP – Sezione Vini DOP e IGP
- DM 7 marzo 2014 Pubblicato sul sito ufficiale del Mipaaf Prodotti DOP e IGP – Sezione Vini DOP e IGP
- La versione in vigore è stata approvata con DM 22 dicembre 2014 GU 10 del 14 gennaio 2015 Pubblicato sul sito ufficiale del Mipaaf Prodotti DOP e IGP – Sezione Vini DOP e IGP[4]

## Tipologie

### Abruzzo bianco
| uvaggio                        | Trebbiano abruzzese e/o toscano min 50%. Possono concorrere le uve di altri vitigni a bacca bianca non aromatici idonei alla coltivazione per la regione Abruzzo, da sole o congiuntamente, max 50% |
| titolo alcolometrico minimo    | 11,00 % vol. |
| acidità totale minima          | 4,5 g/l. |
| estratto secco minimo          | 16,00 g/l |
| resa massima di uva per ettaro | 140 q. |
| resa massima di uva in vino    | 70 % |

#### Caratteri organolettici
- Aspetto: giallo paglierino più o meno intenso;
- Olfatto: fruttato, caratteristico, delicato, gradevole;
- Gusto: secco, fresco, armonico;

#### Abbinamenti consigliati
Antipasti di pesce, primi piatti di pesce, pesce al forno o alla griglia.

### Abruzzo rosso
| uvaggio                        | Montepulciano min 80%; Possono concorrere le uve di altri vitigni a bacca nera non aromatici idonei alla coltivazione per la regione Abruzzo, da sole o congiuntamente, max 20% |
| titolo alcolometrico minimo    | 12,00 % vol. |
| acidità totale minima          | 4,5 g/l. |
| estratto secco minimo          | 22,00 g/l |
| resa massima di uva per ettaro | 120 q. |
| resa massima di uva in vino    | 70 % |

#### Caratteri organolettici
- Aspetto: rosso rubino intenso con lievi sfumature violacee, tendente al granato con l'invecchiamento;
- Olfatto: profumi di frutti rossi, spezie, intenso, etereo;
- Gusto: corposo, secco, armonico, giustamente tannico;

#### Abbinamenti consigliati
Antipasti con salumi, pasta con sughi di carne, formaggi di media stagionatura.

### Abruzzo passito bianco
| uvaggio                        | Malvasia, Moscato, Passerina, Pecorino, Riesling, Sauvignon, Traminer da soli o congiuntamente min 60%; possono concorrere le uve di altri vitigni idonei alla coltivazione per la regione Abruzzo, da sole o congiuntamente, max 40%. |
| titolo alcolometrico minimo    | 16,00 % vol. |
| acidità totale minima          | 4,5 g/l. |
| estratto secco minimo          | 26,00 g/l |
| resa massima di uva per ettaro | 140 q. |
| resa massima di uva in vino    | 50 % |

#### Caratteri organolettici
- Aspetto: dal giallo paglierino intenso all’ambrato;
- Olfatto: intenso, etereo e caratteristico;
- Gusto: dolce, corposo, armonico, vellutato;

#### Abbinamenti consigliati
Biscotti e pasticcini, formaggi erborinati.

### Abruzzo passito rosso
| uvaggio                        | Montepulciano min 60%; possono concorrere le uve di altri vitigni idonei alla coltivazione nell’ambito della regione Abruzzo, da sole o congiuntamente, max 40%. |
| titolo alcolometrico minimo    | 16,00 % vol. |
| acidità totale minima          | 4,5 g/l. |
| estratto secco minimo          | 32,00 g/l |
| resa massima di uva per ettaro | 120 q. |
| resa massima di uva in vino    | 50 % |

#### Caratteri organolettici
- Aspetto: rosso rubino intenso tendente al granato con l’invecchiamento;
- Olfatto: intenso, etereo e caratteristico;
- Gusto: dolce, pieno, armonico, vellutato;

#### Abbinamenti consigliati
Biscotti e pasticcini, formaggi erborinati.

### Abruzzo spumante bianco
|                                | metodo classico | metodo charmat |
| uvaggio                        | Chardonnay, Cococciola, Montonico, Passerina, Pecorino, Pinot nero da soli o congiuntamente min 60%; possono concorrere le uve di altri vitigni idonei alla coltivazione per la regione Abruzzo, da sole o congiuntamente, max 40%. |                |
| titolo alcolometrico minimo    | 11,00 % vol. | 12,00 % vol.   |
| acidità totale minima          | 5,5 g/l. | 6,5 g/l.       |
| estratto secco minimo          | 16,00 g/l |                |
| resa massima di uva per ettaro | 120 q. | 140 q.         |
| resa massima di uva in vino    | 70 % |                |

#### Caratteri organolettici
- Aspetto: giallo paglierino più o meno carico, anche con riflessi ramati, spuma fine e persistente;
- Olfatto: fine, ampio e composito;
- Gusto: fresco, gradevole e armonico;

#### Abbinamenti consigliati
Aperitivi, a tutto pasto.

### Abruzzo spumante rosé
|                                | metodo classico | metodo charmat |
| uvaggio                        | Montepulciano, Pinot nero da soli o congiuntamente min 60%; possono concorrere le uve di altri vitigni idonei alla coltivazione per la regione Abruzzo, da sole o congiuntamente, max 40%. |                |
| titolo alcolometrico minimo    | 11,00 % vol. | 12,00 % vol.   |
| acidità totale minima          | 5,5 g/l. | 6,5 g/l.       |
| estratto secco minimo          | 16,00 g/l |                |
| resa massima di uva per ettaro | 120 q. | 140 q.         |
| resa massima di uva in vino    | 70 % |                |

#### Caratteri organolettici
- Aspetto: rosa/ramato più o meno intenso, puma fine e persistente;
- Olfatto: fine, ampio e composito;
- Gusto: fresco, gradevole e armonico;

#### Abbinamenti consigliati
Aperitivi, a tutto pasto.

### Abruzzo Cococciola

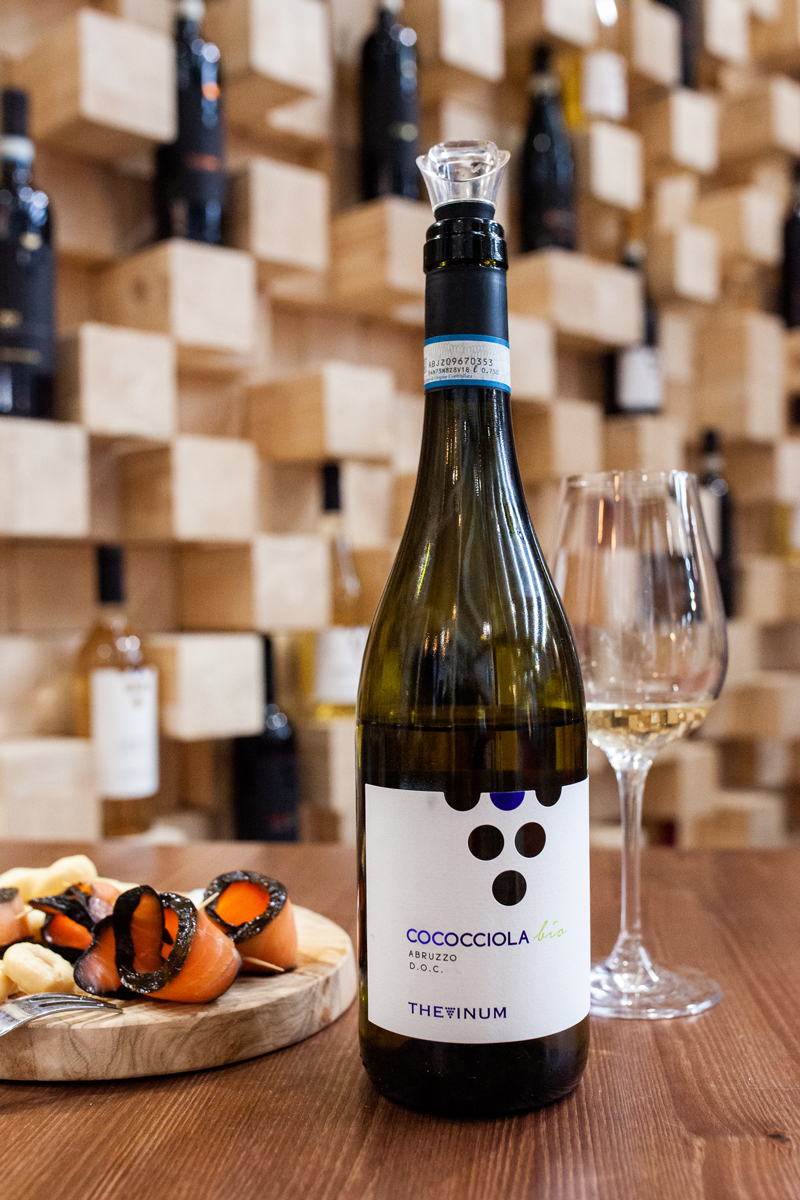
Abruzzo Cococciola DOC

| uvaggio                        | Cococciola min 85%; possono concorrere altri vitigni, a bacca di colore analogo, idonei alla coltivazione per la regione Abruzzo, max 15%. |
| titolo alcolometrico minimo    | 11,00 % vol. |
| acidità totale minima          | 5,5 g/l. |
| estratto secco minimo          | 16,00 g/l |
| resa massima di uva per ettaro | 140 q. |
| resa massima di uva in vino    | 70 % |

#### Caratteri organolettici
- Aspetto: giallo paglierino, talvolta con riflessi dorati;
- Olfatto: gradevole, floreale, fruttato;
- Gusto: secco, armonico, persistente;

#### Abbinamenti consigliati
Antipasti di pesce, primi piatti di pesce, pesce al forno o alla griglia.

### Abruzzo Cococciola superiore
L'immissione al consumo è consentita a partire dal 1º marzo dell'anno successivo a quello di produzione delle uve.
| uvaggio                        | Cococciola min 85%; possono concorrere altri vitigni, a bacca di colore analogo, idonei alla coltivazione per la regione Abruzzo, max 15%. |
| titolo alcolometrico minimo    | 11,50 % vol. |
| acidità totale minima          | 5,5 g/l. |
| estratto secco minimo          | 16,00 g/l |
| resa massima di uva per ettaro | 120 q. |
| resa massima di uva in vino    | 70 % |

#### Caratteri organolettici
- Aspetto: giallo paglierino, talvolta con riflessi dorati;
- Olfatto: gradevole, floreale, fruttato;
- Gusto: secco, armonico, persistente;

#### Abbinamenti consigliati
Antipasti di pesce, primi piatti di pesce, pesce al forno o alla griglia.

### Abruzzo Malvasia
| uvaggio                        | Malvasia min 85%; possono concorrere altri vitigni, a bacca di colore analogo, idonei alla coltivazione per la regione Abruzzo, max 15%. |
| titolo alcolometrico minimo    | 11,50 % vol. |
| acidità totale minima          | 4,5 g/l. |
| estratto secco minimo          | 16,00 g/l |
| resa massima di uva per ettaro | 140 q. |
| resa massima di uva in vino    | 70 % |

#### Caratteri organolettici
- Aspetto: giallo paglierino, talvolta con riflessi dorati;
- Olfatto: intenso, gradevole, caratteristico;
- Gusto: secco, armonico, persistente;

#### Abbinamenti consigliati
Antipasti di pesce, primi piatti di pesce, pesce al forno o alla griglia.

### Abruzzo Malvasia superiore
L'immissione al consumo è consentita a partire dal 1º marzo dell'anno successivo a quello di produzione delle uve.
| uvaggio                        | Malvasia min 85%; possono concorrere altri vitigni, a bacca di colore analogo, idonei alla coltivazione per la regione Abruzzo, max 15%. |
| titolo alcolometrico minimo    | 12,00 % vol. |
| acidità totale minima          | 4,5 g/l. |
| estratto secco minimo          | 16,00 g/l |
| resa massima di uva per ettaro | 120 q. |
| resa massima di uva in vino    | 70 % |

#### Caratteri organolettici
- Aspetto: giallo paglierino, talvolta con riflessi dorati;
- Olfatto: intenso, gradevole, caratteristico;
- Gusto: secco, armonico, persistente;

#### Abbinamenti consigliati
Antipasti di pesce, primi piatti di pesce, pesce al forno o alla griglia.

### Abruzzo Montonico
| uvaggio                        | Montonico min 85%; possono concorrere altri vitigni, a bacca di colore analogo, idonei alla coltivazione per la regione Abruzzo, max 15%. |
| titolo alcolometrico minimo    | 11,00 % vol. |
| acidità totale minima          | 5,5 g/l. |
| estratto secco minimo          | 16,00 g/l |
| resa massima di uva per ettaro | 120 q. |
| resa massima di uva in vino    | 70 % |

#### Caratteri organolettici
- Aspetto: giallo paglierino, talvolta con riflessi verdognoli;
- Olfatto: intenso, gradevole, caratteristico;
- Gusto: secco, armonico, persistente, gradevolmente acidulo;

#### Abbinamenti consigliati
Antipasti di pesce, primi piatti di pesce, pesce al forno o alla griglia.

### Abruzzo Montonico superiore
L'immissione al consumo è consentita a partire dal 1º marzo dell'anno successivo a quello di produzione delle uve.
| uvaggio                        | Montonico min 85%; possono concorrere altri vitigni, a bacca di colore analogo, idonei alla coltivazione per la regione Abruzzo, max 15%. |
| titolo alcolometrico minimo    | 11,50 % vol. |
| acidità totale minima          | 5,5 g/l. |
| estratto secco minimo          | 17,00 g/l |
| resa massima di uva per ettaro | 100 q. |
| resa massima di uva in vino    | 70 % |

#### Caratteri organolettici
- Aspetto: giallo paglierino, talvolta con riflessi verdognoli;
- Olfatto: intenso, gradevole, caratteristico;
- Gusto: secco, armonico, persistente, gradevolmente acidulo;

#### Abbinamenti consigliati
Antipasti di pesce, primi piatti di pesce, pesce al forno o alla griglia.

### Abruzzo Passerina
| uvaggio                        | Passerina min 85%; possono concorrere altri vitigni, a bacca di colore analogo, idonei alla coltivazione per la regione Abruzzo, max 15%. |
| titolo alcolometrico minimo    | 11,50 % vol. |
| acidità totale minima          | 5,5 g/l. |
| estratto secco minimo          | 16,00 g/l |
| resa massima di uva per ettaro | 140 q. |
| resa massima di uva in vino    | 70 % |

#### Caratteri organolettici
- Aspetto: giallo paglierino, talvolta con riflessi ambrati;
- Olfatto: gradevole, fresco, fiorale, fruttato;
- Gusto: secco, armonico, persistente;

#### Abbinamenti consigliati
Antipasti di pesce, primi piatti di pesce, pesce al forno o alla griglia.

### Abruzzo Passerina superiore
L'immissione al consumo è consentita a partire dal 1º marzo dell'anno successivo a quello di produzione delle uve.
| uvaggio                        | Passerina min 85%; possono concorrere altri vitigni, a bacca di colore analogo, idonei alla coltivazione per la regione Abruzzo, max 15%. |
| titolo alcolometrico minimo    | 12,00 % vol. |
| acidità totale minima          | 5,5 g/l. |
| estratto secco minimo          | 18,00 g/l |
| resa massima di uva per ettaro | 120 q. |
| resa massima di uva in vino    | 70 % |

#### Caratteri organolettici
- Aspetto: giallo paglierino, talvolta con riflessi ambrati;
- Olfatto: gradevole, floreale, fruttato;
- Gusto: secco, armonico, persistente;

#### Abbinamenti consigliati
Antipasti di pesce, primi piatti di pesce, pesce al forno o alla griglia.

### Abruzzo Pecorino
| uvaggio                        | Pecorino min 85%; possono concorrere altri vitigni, a bacca di colore analogo, idonei alla coltivazione per la regione Abruzzo, max 15%. |
| titolo alcolometrico minimo    | 11,50 % vol. |
| acidità totale minima          | 5,5 g/l. |
| estratto secco minimo          | 16,00 g/l |
| resa massima di uva per ettaro | 140 q. |
| resa massima di uva in vino    | 70 % |

#### Caratteri organolettici
- Aspetto: giallo paglierino più o meno intenso con riflessi da verdognoli a dorati;
- Olfatto: gradevole, floreale, fruttato;
- Gusto: secco, armonico, persistente, caratteristico;

#### Abbinamenti consigliati
Antipasti di pesce, primi piatti di pesce, pesce al forno o alla griglia.

### Abruzzo Pecorino superiore
L'immissione al consumo è consentita a partire dal 1º marzo dell'anno successivo a quello di produzione delle uve.
| uvaggio                        | Pecorino min 85%; possono concorrere altri vitigni, a bacca di colore analogo, idonei alla coltivazione per la regione Abruzzo, max 15%. |
| titolo alcolometrico minimo    | 12,00 % vol. |
| acidità totale minima          | 5,5 g/l. |
| estratto secco minimo          | 18,00 g/l |
| resa massima di uva per ettaro | 120 q. |
| resa massima di uva in vino    | 70 % |

#### Caratteri organolettici
- Aspetto: giallo paglierino più o meno intenso con riflessi da verdognoli a dorati;
- Olfatto: gradevole, fresco, floreale, fruttato;
- Gusto: secco, armonico, persistente, caratteristico;

#### Abbinamenti consigliati
Antipasti di pesce, primi piatti di pesce, pesce al forno o alla griglia.